# Изјава Рандолфа Картера
„Изјава Рандолфа Картера” (енгл. The Statement of Randolph Carter) је приповетка америчког писца Хауарда Филипса Лавкрафта, написана у децембру 1919, а први пут објављена у часопису The Vagrant у мају 1920. године. Приповетка говори о трауматичном догађају у животу Рандолфа Картера, проучаваоца окултизма који у мери представља самог Лавкрафта. Ово је прва прича у којој се појављује Рандолф Картер.

## Радња
У својој изјави, Рандолф Картер покушава да објасни нестанак свог сапутника, окултисте Харлија Ворена. Ворен је дошао у посед књиге, написане на непознатом језику, чији тачан садржај никада није открио Картеру. Картер помиње да Ворен има и друге „чудне, ретке књиге о забрањеним темама”, од којих је неколико на арапском.
Из своје мистериозне књиге, Ворен је наизглед закључио да постоје врата или степенице између површинског и подземног света. Он подстиче Картера да отпутује са њим на локацију једног таквог портала, древног гробља у близини мочваре Биг Сајпрес. По доласку, Ворен лоцира одређену гробницу, отвара је и открива степениште које се спушта у земљу. Узимајући фењер, оставља Картера на површини, и прати степенице у мрак, комуницирајући са својим сапутником телефонском жицом.
После неколико минута тишине, Ворен изненада почиње да прави нејасне, паничне испаде који кулминирају очајничким молбом да Картер побегне. Коначно, након што од Ворена није чуо гласа неколико минута, Картер га позива путем жице, али, уместо Ворена, чује туђински глас који му говори да је Ворен мртав.

## Ликови

### Рандолф Картер
Рандолф Картер је један од Лавкрафтових најучесталијих споредних ликова. Енциклопедија Х. Ф. Лавкрафта смешта догађаје из ове приче након оних из Сновите потраге за незнаним Кадатом и пре приповедака „Неизрециво” и „Сребрни кључ”.

### Харли Ворен
Харли Ворен је мистериозни окултиста који нестаје приликом истраживања подземне крипте у мочвари Биг Сајпрес. Након његовог нестанка, Рандолф Картер говори полицији да је „пет година био његов најближи пријатељ и делимично учествовао у његовим ужасним истраживањима непознатог”. Ворен је, каже, „увек доминирао мноме, а понекад сам га се плашио”. Помиње Воренов израз лица који га је натерао да задрхти. Сам Ворен сугерише да себе види као некога са „гвозденим сензибилитетом”.
Картер описује да Ворен има „огромну колекцију чудних, ретких књига о забрањеним темама”, да су многе од њих на арапском, са једном „књигом инспирисаном ђаволом... сроченом карактерима које нисам видео на другим местима”. У сну који је инспирисао причу, лик Ворена је заправо био Лавкрафтов пријатељ Самјуел Лавман. Лавман се такође појавио у сну који је постао поема у прози „Ниарлатотеп”.
Ворен се помиње у другим Лавкрафтовим причама. У „Сребрном кључу”, на њега се алудира као на „човек са Југа, кога су избегавали и кога су се плашили због богохулних ствари које је читао у праисторијским књигама и глиненим плочама прокријумчареним из Индије и Арабије”. У приповеци „Кроз капије сребрног кључа” открива се да је пореклом из Јужне Каролине и да је био експерт за лингвисту исконског језика Накала са Хималаја. Ворен се такође помиње у серијалу Тајтус Кроу Брајана Ламлија, као члан групе бостонских медијума.

## Инспирација
Лавкрафт је засновао причу на сну који је преправио, додајући само преамбулу да би била течнија као наратив, и написао ју је у облику сведочења датог полицији. Извештај о стварном сну који је Лавкрафт имао може се наћи у једном од његових писама Огасту Дерлету.

## Повезана дела
Прича садржи рану изјаву уобичајене Лавкрафтове теме — цене забрањеног знања:
Што се тиче природе наших проучавања – морам ли поново да кажем да је више не разумем потпуно? Чини ми се прилично милостивим што то не чиним, јер су то биле страшне студије, којима сам се бавио више због невољне фасцинације него због стварне склоности.
Ова тема је поновљена у приповеци „Зов Ктулуа”: „Најмилосрднија ствар на свету, рекао бих, неспособност је људског ума да узајамно повеже сав свој садржај”.